# آتیلا آبرو
آتیلا آبرو (انگلیسی: Átila Abreu؛ زادهٔ ۱۰ مهٔ ۱۹۸۷) راننده مسابقه‌ای، و راننده خودروی مسابقه‌ای اهل برزیل است.
در سال ۲۰۰۵، آتیلا آبرو با ماک موتوراسپرت به سری فرمول ۳ یورو رفت. او با کسب هفت امتیاز در جدول رده بندی کلی در جایگاه پانزدهم قرار گرفت.